# Ibn Ziad
Ibn Ziad (em árabe: ابن زياد), anteriormente Rouffach, durante a colonização francesa, é uma cidade e comuna localizada na província de Constantina, Argélia. Segundo o censo de 2008, a população total da cidade era de  habitantes.